# Aeroporto de Kochi
Aeroporto de Kochi (japonês: 高知空港, Hepburn: Kōchi Kūkō, IATA: KCZ, ICAO: RJOK), também conhecido como Kōchi Ryōma Airport (高知龍馬空港, Kōchi Ryōma Kūkō) é um aeroporto regional em Nankoku, uma cidade da prefeitura de Kochi, no Japão. Está localizado na costa sudeste, 7 NM (13 km, 8,1 mi) a leste da cidade de Kōchi.
O aeroporto de 120 ha (297 acres) possui uma única pista de transporte de pequenas e médias aeronaves. O prédio do terminal de dois andares de 10,900 m² (117,327 pés quadrados) está localizado ao lado norte da pista de decolagem. O nível de chegadas está no primeiro andar e as partidas no segundo. Existem 14 lojas de varejo no pequeno prédio do terminal. Há um deque de observação no terceiro andar do edifício. O transporte do aeroporto é de carro, táxi ou ônibus.

## História
O aeroporto de Kochi foi originalmente construído em 1944 como aeródromo Kochi para a Marinha Imperial Japonesa e, de 1945 a 1952, o aeroporto estava sob o comando das forças dos Estados Unidos. O aeródromo tornou-se um aeroporto civil em 1952 e os primeiros voos começaram a operar em 1954.
A pista foi expandida em 1960 e 1980 e mais tarde para 2.500 metros (8,202 pés) para lidar com aeronaves maiores.
Em novembro de 2003, tornou-se o primeiro aeroporto do Japão a ser apelidado depois de uma pessoa: Bakumatsu líder do período Sakamoto Ryōma.

## Incidentes
Em 13 de março de 2007, o voo 1603 da All Nippon Airways, no Bombardier Dash 8, vinculado de Osaka a Kōchi, aterraram com segurança no aeroporto de Kōchi, depois que a roda dianteira do avião não foi implantada. Como resultado, a frota da ANA de treze aeronaves Bombardier DHC-8 foi fundamentada para inspeções de emergência.